# セス・ポメロイ
セス・ポメロイ（英:Seth Pomeroy、1706年5月20日 - 1777年2月9日）は、アメリカ植民地時代のマサチューセッツ出身の鉄砲工であり、軍人である。フレンチ・インディアン戦争とアメリカ独立戦争の初期に従軍し、大陸軍の准将であった。

## 生い立ち
ポメロイは、ノーザンプトンでエベニーザー・ポメロイとサラ・キング・ポメロイ夫妻の子として生まれた。ポメロイの父はその土地での高名な者であり、民兵組織では少佐であった。ポメロイは機械工および鉄砲工となり、ハンプシャー郡の民兵にも加わった。ポメロイは植民地では一番の鉄砲工の一人との評判をとった。
ポメロイは1732年12月14日に、メアリー・ハント（1705年 - 1777年）と結婚した。2人の間には9人の子供が生まれたが、中でも息子メダド・ポメロイ（1735年 - 1819年）は成長して医者になった。。

## ジョージ王戦争
ジョージ王戦争のとき、フランス領ノバスコシアに対する遠征をマサチューセッツ植民地が引き受けたときに、少佐に昇進していたポメロイはウィリアム・シャーリー知事の要請に応えて志願兵となった。1745年、ポメロイはノバスコシアのルイズバーグ要塞を占領したウィリアム・ペッパーレルに率いられた部隊の一部を担った。ポメロイはその熟練技術を使って、遠征隊の主任技術士官リチャード・グリドリーを助けた。ポメロイはフランス軍の陣地外郭に固定されていた大砲を捕獲した後、これらを調整し直して46日間の激しい砲撃を行うことに貢献した。

## フレンチ・インディアン戦争
フレンチ・インディアン戦争中の1755年、中佐となったポメロイは、エフライム・ウィリャムズ大佐指揮する連隊の第二指揮官となった。この連隊はクラウンポイント占領を支援するためにニューヨーク植民地北部に向かった。
この行軍中に連隊は、ディースコー男爵の指揮する800名のフランス軍とカナダ兵およびそれを支援する600名のイロコイ族戦士に待ち伏せされた（ジョージ湖の戦い）。指揮官のウィリャムズ大佐が殺され、ポメロイが替わって指揮を執った。イギリス軍は多くの損失を被ったが、ジョージ湖の南端にあったイギリス軍宿営地まで撤退できた。そこでは急遽、木材や荷馬車を使って防壁をこしらえ陣地とした。さらにウィリアム・ジョンソン将軍の援軍と大砲にも支えられた。インディアンやカナダ兵はそれ以上は攻めてこなかった。ディースコー男爵が負傷したフランス軍はカリヨン砦（後のタイコンデロガ砦）まで撤退した。
この時ディースコー男爵を捕虜にし、ジョンソンはその宿営地を本格的なウィリアム・ヘンリー砦に作り直した。

## アメリカ独立戦争
アメリカ独立戦争が始まった時、ポメロイはマサチューセッツ軍の上級士官であったが、既に70歳になろうとしていたのでその役割は限られていた。しかし1775年にボストン包囲戦が始まると、それを支える志願兵隊に入った。6月17日イギリス海軍の艦砲射撃がバンカーヒルの戦いの始まりを告げた。ポメロイはアートマス・ウォード将軍の馬を借りてチャールズタウンに向かった。チャールズタウン・ネックに着くと、その狭い半島の付け根がイギリス軍艦に砲撃されていたため、軍隊が多く集まったまま進むに進めない状態であった。ポメロイは馬を兵士に預け戻しておいてくれるように依頼すると、マスケット銃を肩に担いで弾幕の合間を抜け前線に出た。ポメロイは命令も聞かず、ジョン・スタークの第1ニューハンプシャー連隊とともに柵の手前に陣取って発砲を続けた。
翌週大陸会議はポメロイを大陸軍の准将に任命したが、体調が選れず上級士官としての任務が難しかったので、その任務を断ることになった。
しかし、ジョージ・ワシントン将軍が翌々年のニュージャージー方面作戦でポメロイの助けを求めたので、ポメロイは民兵の1隊を連れてニュージャージーに向かった。ポメロイはこの行軍の半ば、ニューヨークのピークスキルで病に倒れ帰らぬ人となった。ポメロイはセントピータース教会墓地に埋葬された。この教会墓地は現在ヒルサイド墓地の一部になっている。妻のメアリーもその7ヶ月後に亡くなった。